# SM Rookies
SM Rookies es un equipo de entrenamiento de predebut establecido en 2013 y producido por la agencia S.M. Entertainment. SM Rookies está compuesto por jóvenes aprendices que debutarán en un grupo o como solista. Los primeros rookies en debutar fue el grupo femenino Red Velvet en 2014. En 2016 el segundo grupo en debutar fue NCT, una boy band de chicos que están separados en 5 subunidades, NCT U (debutó en abril de 2016), NCT 127 (debutó en julio de 2016), NCT Dream (debutó en agosto de 2016), WayV (debutó en enero de 2019), Aespa (debutó en noviembre de 2020), RIIZE (debutó en septiembre de 2023 ) y NCT Wish (debutó en febrero de 2024).

## Historia

### 2013–2015: Formación y debut de Red Velvet
SM Rookies fue formalmente anunciado a principios de diciembre de 2013, con los miembros Seulgi, Jeno y Taeyong. Unos días más tarde Irene, Jaehyun y Lami fueron introducidos. También en diciembre se presentaron los miembros Mark, Hansol, Jisung, Johnny, Ten y Yuta.
Wendy fue introducida en marzo de 2014, interpretando la canción «Because Of You» de la banda sonora del drama Mimi. En abril del mismo año S.M. publicó el sitio web oficial del proyecto. La agencia anunció la apertura con un vídeo teaser subido en su canal oficial de YouTube. Donghyuk fue oficial introducido en los mismos meses. En julio de 2014, la agencia confirmó a Irene, Wendy y Seulgi como miembros del grupo Red Velvet. En agosto, un video de Johnny, Taeyong y Hansol bailando a la canción «Super Moon» bajo el nombre de SR14B fue lanzado. En enero de 2015, Doyoung fue introducido como el nuevo MC del programa de MBC Show Champion con Jaehyun. En julio, Koeun, Hina y Herin fueron introducidas. En octubre de 2015, Taeil fue introducido, y en diciembre, Kun también fue introducido.

### 2016: Debut de NCT
En enero de 2016, WinWin fue introducido. En enero de 2016, Lee Soo Man dio una presentación titulada «SMTOWN: New Culture Technology, 2016» en el SM Coex Artium, hablando sobre los planes de S.M. Entertainment para un nuevo grupo de chicos en línea con su estrategia de «contenidos culturales» que se estrena diferentes equipos basados en diferentes países de todo el mundo. En abril de 2016, la agencia confirmó a Taeil, Taeyong, Doyoung, Ten, Jaehyun y Mark como miembros de la primera subunidad de NCT, NCT U. En julio de 2016, la agencia confirmó a Yuta, WinWin y Donghyuck (ahora conocido como Haechan) como miembros de la segunda subunidad de NCT, NCT 127. En agosto de 2016, la agencia confirmó a Jeno, Jaemin y Jisung como miembros de la tercera subunidad de NCT, NCT Dream. En septiembre, Yiyang y Ningning fueron introducidas al público. En diciembre de 2016, la agencia confirmó a Johnny como nuevo miembro de la subunidad, NCT 127.

## Rookies graduados
| Nombre artístico  | Nombre de nacimiento                       | Fecha de nacimiento                | Lugar de nacimiento                                                      | Notas      | Ref    |
| ----------------- | ------------------------------------------ | ---------------------------------- | ------------------------------------------------------------------------ | ---------- | ------ |
| Irene (아이린)    | Bae Joo-hyun (배주현)                      | 29 de marzo de 1991 (34 años)      | Daegu, Corea del Sur                                                     | Red Velvet | [ 19 ] |
| Seulgi (슬기)     | Kang Seul-gi (강슬기)                      | 10 de febrero de 1994 (31 años)    | Seúl, Corea del Sur                                                      | Red Velvet | [ 20 ] |
| Wendy (웬디)      | Son Seung-wan (손승완)                     | 21 de febrero de 1994 (31 años)    | Seúl, Corea del Sur                                                      | Red Velvet |        |
| Taeil (태일)      | Moon Tae-il (문태일)                       | 14 de junio de 1994 (30 años)      | Seúl, Corea del Sur                                                      |            |        |
| Johnny (쟈니)     | Seo Young-ho (서영호)                      | 9 de febrero de 1995 (30 años)     | Chicago, Illinois, Estados Unidos                                        | NCT        |        |
| Taeyong (태용)    | Lee Tae-yong (이태용)                      | 1 de julio de 1995 (29 años)       | Seúl, Corea del Sur                                                      | NCT        | [ 20 ] |
| Yuta (유타)       | Nakamoto Yuta (中本悠太)                   | 26 de octubre de 1995 (29 años)    | Kadoma, Osaka, Japón                                                     | NCT        |        |
| Kun (쿤)          | Qián Kūn ( 钱锟)                           | 01 de enero de 1996 (28 años)      | Taining, Fujian, China                                                   | NCT        |        |
| Doyoung (도영)    | Kim Dong-yong (김동영)                     | 1 de febrero de 1996 (29 años)     | Guri, Provincia de Gyeonggi, Corea del Sur                               | NCT        |        |
| Ten (텐)          | Chittaphon Leechaiyapornkul (ชิตพล ลี้ชัยพรกุล) | 27 de febrero de 1996 (29 años)    | Bangkok, Tailandia                                                       | NCT        | [ 21 ] |
| Jaehyun (재현)    | Jung Yoon-oh (정윤오)                      | 14 de febrero de 1997 (28 años)    | Seúl, Corea del Sur                                                      | NCT        | [ 19 ] |
| Winwin (윈윈)     | Dong Sicheng (董思成)                      | 28 de octubre de 1997 (27 años)    | Zhejiang, China                                                          | NCT        |        |
| Jungwoo (정우)    | Kim Jung-woo (김정우)                      | 19 de febrero de 1998 (26 años)    | Sanbon-dong, Gunpo, Provincia de Gyeonggi, Corea del Sur                 | NCT        |        |
| Lucas (루카스)    | Wong Yuk-hei (黃旭熙)                      | 25 de enero de 1999 (26 años)      | Sha Tin, Hong Kong, China                                                | Solista    |        |
| Yeri (예리)       | Kim Ye-rim (김예림)                        | 5 de marzo de 1999 (26 años)       | Seúl, Corea del Sur                                                      | Red Velvet |        |
| Mark (마크)       | Lee Min-hyung (이민형)                     | 2 de agosto de 1999 (25 años)      | Vancouver, Canadá                                                        | NCT        | [ 22 ] |
| Renjun (런쥔)     | Huang Ren Jun (黄仁俊)                     | 23 de marzo de 2000 (25 años)      | Jilin, China                                                             | NCT        |        |
| Jeno (제노)       | Lee Je-no (이제노)                         | 23 de abril de 2000 (25 años)      | Incheon, Corea del Sur                                                   | NCT        | [ 20 ] |
| Haechan (해찬)    | Lee Dong-hyuk (이동혁)                     | 6 de junio de 2000 (24 años)       | Jeju, Corea del Sur                                                      | NCT        |        |
| Jaemin (재민)     | Na Jae-min (나재민)                        | 13 de agosto de 2000 (24 años)     | Seúl, Corea del Sur                                                      | NCT        |        |
| Chenle (천러)     | Zhong Chen Le (钟辰乐)                     | 22 de noviembre de 2001 (23 años)  | Shanghái, China                                                          | NCT        |        |
| Jisung (지성)     | Park Ji-sung (박지성)                      | 5 de febrero de 2002 (23 años)     | Seúl, Corea del Sur                                                      | NCT        | [ 22 ] |
| Yang Yang (양양)  | Liu Yang Yang (刘扬扬)                     | 10 de octubre de 2000 (23 años)    | Nueva Taipéi, Taiwan                                                     | NCT        |        |
| Xiao Jun (샤오쥔) | Xiao Dejun (肖德俊) (de Mila )             | 8 de agosto de 1999 (24 años)      | Dongguan, Guangdong, China                                               | NCT        |        |
| Hendery (헨더리)  | Huáng Guānhēng (黄冠亨)                    | 28 de septiembre de 1999 (24 años) | Macao                                                                    | NCT        |        |
| Eunseok (은석)    | Song Eun-seok (송은석)                     | 19 de marzo de 2001 (23 años)      | Cheongdam-dong, Gangnam-gu, Seoul, Corea del Sur                         | Riize      |        |
| Sion (시온)       | Oh Si-on (오시온)                          | 11 de mayo de 2002 (22 años)       | Ogam-dong, Mokpo, Jeollanam-do, Corea del Sur                            | NCT        |        |
| Ningning (닝닝)   | Ning Yi Zhuo (宁艺卓)                      | 23 de octubre de 2002 (18 años)    | Harbin, Heilongjiang, China                                              | Aespa      |        |
| Seunghan (승한)   | Hong Seung-han (홍승한)                    | 2 de octubre de 2003 (21 años)     | Tanhyeon-dong, Ilsanseo-gu, Goyang, Provincia de Gyeonggi, Corea del Sur | Solista    |        |
| Yushi (유우시)    | Tokunō Yūshi (得能 勇志)                   | 5 de abril de 2004 (20 años)       | Kōtō, Tokio, Japón                                                       | NCT        |        |

## Filmografía

### Programas de televisión
- 2014: EXO 90:2014, Mnet (Hansol, Johnny, Taeyong, Yuta, Ten, Jaehyun, Mark, Haechan, Jeno, Jaemin, Jisung)
- 2015: Mickey Mouse Club, Disney Channel Korea (Koeun, Mark, Hina, Jeno, Haechan, Jaemin, Jisung, Herin, Lami)
- 2016: My SMT, Youku (Doyoung, MC episodios 1-4, Johnny MC episodio 5, Yiyang, Koeun, Hina, Ningning)

## Discografía
| Título                                                                                 | Grabado por         | Año  | Posicionamiento en listas | Posicionamiento en listas | Posicionamiento en listas | Posicionamiento en listas | Ventas | Álbum    |
| Título                                                                                 | Grabado por         | Año  | KOR Gaon Chart            | CHN Baidu                 | CHN V Chart               | Billboard World           | Ventas | Álbum    |
| -------------------------------------------------------------------------------------- | ------------------- | ---- | ------------------------- | ------------------------- | ------------------------- | ------------------------- | ------ | -------- |
| «Without You»                                                                          | NCT U con Kun       | 2016 | —                         | —                         | 5                         | —                         | —      | —        |
| «Switch»                                                                               | NCT 127 feat. SR15B | 2016 | —                         | —                         | —                         | —                         | —      | NCT #127 |
| "—" indica que el lanzamiento no se posicionó en la lista o no se lanzó en esa región. |                     |      |                           |                           |                           |                           |        |          |